# Amae
 (juillet 2010).
 (juillet 2010).
Cet article concerne le sentiment dans la culture japonaise. Pour la principauté de l'Antiquité, voir Amae (principauté).
Amae (甘え) est un mot japonais qui fait référence à un sentiment plaisant d'attachement ou de dépendance. Ainsi, le verbe amaeru désigne généralement le comportement d'un enfant vis-à-vis de ses parents et notamment de sa mère. Un tel sentiment de proximité émotionnelle peut cependant exister entre des adultes (mari et femme, maître et subordonné).
Sans affirmer que ce sentiment était totalement absent dans d'autres cultures, Takeo Doi a proposé que l’amae était un concept central pour comprendre la culture japonaise.
L’amae a également fait l'objet d'une certaine attention dans le cadre des débats sur l'universalité des émotions.

## Introduction
Notion essentielle dans les relations sociales japonaises — fondées sur les valeurs confucéennes de « bénévolence » (du latin bene volens, « vouloir du bien »), de courtoisie, de loyauté, de fidélité et d'obéissance mutuelles —, de la famille à la société civile, l'idée d’amae tourne autour du paradoxe d'indulgence musclée et de douce rigueur. Une bonne compréhension de cette notion nécessite de longs développements et une multitude d'exemples concrets de ses manifestations.

## Enjeux économiques et sociaux
On ne soulignera jamais assez l'importance de l'amitié dans l'approche culturelle des pays asiatiques : il s'agit là d'une conclusion ouverte de diplomatie internationale.
Afin de rendre compte de l'importance de l'amitié dans le processus socioéconomique d'un pays, on peut porter l'éclairage sur la notion de créativité, trop souvent réduite à l'unisson entre parties, lorsqu'elle n'est pas le prétexte à l'agitation. Faire preuve de créativité n'est pas créer n'importe quoi mais prendre en compte les contraintes existantes et apporter l'élément nouveau qui permettra de les faire fonctionner harmonieusement.

## Importance de l'amitié
Cette mutualité confucéenne s'illustre aussi dans le couple « droit et devoir » que l'Occident a négligé au profit du droit. En effet, l'Occident met l'accent sur les droits de la personne, déconnectés des devoirs de la personne présents avec les droits en Extrême-Orient chinois et sinisé.
De la famille à l'entreprise, la moindre erreur et le plus petit manquement donnent lieu à de gentilles remarques, en signe d'encouragement, pour mieux faire la prochaine fois en suivant l'exemple de la personne qui a émis ces remarques. Ceci fait partie de la bienveillance, de la courtoisie et de la loyauté dans la relation sociale. En effet, l'absence de remarque exprime l'indifférence à l'autre dans sa conduite.
En Occident, ces remarques sont interprétées comme dénigrements malveillants et ces remarques restent souvent de vagues opinions non étayées qui ne sont pas suivies d'un encouragement et d'aides effectives pour mieux faire.
Dans les entreprises commerciales et industrielles japonaises, le groupe de travail fonctionne sur cette idée d’amae, ainsi que ces fameux « cercles de qualité ».
Dans la famille et pour la scolarité des enfants, c'est toute une institution où il ne s'agit pas, pour les parents, d'envoyer le rejeton dans sa chambre faire les travaux scolaires, mais de travailler avec lui sur la table de cuisine, en toute convivialité.
En Occident, la discipline est considérée comme une contrainte pénible. En Extrême-Orient, la discipline est un outil de développement personnel, social et économique.
L'exemple militaire historique est la relation entre les anciens du 100e Bataillon d'Hawaii et les jeunots de la 442 RCT des Nippo-Américains de la Seconde Guerre mondiale. 
L’idée typiquement japonaise d’amae est communément comprise comme une dépendance indulgente. Elle est particulièrement fondamentale dans la production et la reproduction de la culture japonaise. Le postulat commun est que le lien social japonais soit façonné par l’expérience primale mère-enfant. Les résultats de cette commande affective suggèrent un scénario complexe de la confirmation de l’identité de l’un par rapport à celle de l’autre dans la dépendance mutuelle de rapports fusionnels entre parent-enfant, employeur-employé, maître-disciple, etc.
En psychanalyse, Takeo Doi interprète cette notion comme une dépendance affective mutuelle. Ainsi, un adulte nippo-américain de statut social élevé vivant en Californie avec ses vieux parents serait considéré, en psychanalyse, comme ayant des troubles d’individuation, de séparation et même d’adulescence. Mais, dans la tradition confucéenne des droits et devoirs mutuels, il s’agit du devoir filial de garder ses vieux parents à la maisonnée familiale pour ne pas les envoyer dans une maison de retraite pour personnes âgées. Voir le très beau film La Ballade de Narayama, traitant du devoir filial envers ses vieux parents dans des conditions socio-économiques difficiles. Ce devoir filial correspond au droit de l’enfant au confort et à la sécurité, auquel répond le devoir parental envers l’enfant.
Le couple droit-devoir est dans une interaction complémentaire en creux et relief des grandes différences. Il y a antagonisme dans l’interaction symétrique en miroir de la rivalité dans de grandes similitudes, comme l’escalade de la course aux armements où un bouclier plus épais répond à une flèche plus puissante et comme la surenchère des vantardises où à un exploit imaginaire répond un exploit au moins égal et tout aussi imaginaire.

« Une interaction symétrique se caractérise par l’égalité et la minimisation de la différence, tandis qu’une interaction complémentaire se fonde sur la maximalisation de la différence. Dans la relation complémentaire, il y a deux positions différentes possibles. L’un des partenaires occupe une position qui a été diversement désignée comme supérieure, première ou « haute » (one-up), et l’autre la position correspondante dite inférieure, seconde ou « basse » (one-down). Ces termes sont très commodes à condition qu’on n’en fasse pas des synonymes de « bon » ou « mauvais », « fort » ou « faible ». Le contexte social ou culturel fixe dans certains cas une relation complémentaire (par exemple mère-enfant, médecin-malade, professeur-étudiant) ou bien ce style de relation peut être propre à une dyade déterminée. Soulignons dans les deux cas la solidarité de cette relation où des comportements dissemblables, mais adaptés l’un à l’autre, s’appellent réciproquement. Ce n’est pas l’un des partenaires qui impose une relation complémentaire à l’autre : chacun d’eux se comporte d’une manière qui présuppose, et en même temps justifie, le comportement de l’autre ; leurs définitions de la relation sont concordantes. »

— Paul Watzlawick, Janet Helmick Beavin, Donald D. Jackson, Une logique de la communication, p. 67, Seuil, Paris, 1972
Cette notion d’amae illustre une interaction complémentaire coopérative qui enveloppe des relations rivalitaires d’une interaction symétrique.
Le sociologue Amitai Etzioni a étudié la « compliance » qui est une interaction complémentaire du couple autorité-obéissance, comme dans celui de domination-subordination et celui de pourvoyeur-bénéficiaire, etc.